# Фёдорова, Нина Михайловна
Нина Михайловна Фёдорова (род. 1933) — советский работник промышленности, Герой Социалистического Труда.

## Биография
Родилась 15 сентября 1933 года в городе Чапаевск Куйбышевской области, ныне Самарская область.
В предвоенные и военные годы семья жила в Краснодарском крае, в Адыгее, после войны её родители были репрессированы. Нина вернулась на родину и жила у своей тёти — сестры мамы. Окончив семилетку, в 1953 году окончила Куйбышевский нефтетехнологический техникум и по распределению приехала в город Новокуйбышевск на строящийся нефтеперерабатывающий завод. В восемнадцать лет стала руководить бригадой заключённых, возводящих этот завод, не раз попадала в сложные ситуации, из которых с честью выходила. Строила цех газовых установок и крекинга Новокуйбышевского нефтеперерабатывающего завода.
Затем Нина Михайловна была назначена старшим оператором на одну из смен. Затем стала старшим оператором на АГФУ-1 и АГФУ-2. Была участницей ликвидации нескольких серьёзных аварий, в том числе боролась с огнём.
Указом Президиума Верховного Совета СССР от 20 апреля 1971 года за выдающиеся успехи в выполнении производственных заданий пятилетнего плана, внедрение передовых методов труда и достижение высоких технико-экономических показателей в нефтеперерабатывающей и нефтехимической промышленности Фёдоровой Нине Михайловне было присвоено звание Героя Социалистического Труда с вручением ордена Ленина и золотой медали «Серп и Молот».
Наряду с производственной, занималась общественной деятельностью. Избиралась депутатом городского совета трудящихся, была членом областного комитета КПСС, делегатом съезда партии, а также IX и Х съездов ДОСААФ СССР. В качестве общественной нагрузки являлась председателем совета наставников молодежи, нештатным воспитателем в средней школе. В течение десяти лет она была председателем Совета наставников завода, деканом факультета наставников при народном Университете профактива. Более двадцати пяти лет была заместителем председателя городского Совета ветеранов войны, труда, вооруженных сил и правоохранительных органов. Стала автором книги «Опаленные войной» о ветеранах войны и тружениках тыла, работавших на Новокуйбышевском НПЗ.
Около полувека проработав на взрывоопасных объектах нефтеперерабатывающего завода, Нина Михайловна вышла на заслуженный отдых и проживает в Новокуйбышевске.
Была награждена медалями и знаком «Отличник Миннефтехимпрома СССР» (1966). Почётный гражданин Новокуйбышевска (2006).